# Intouchables (Inde)
 (juin 2014).
Pour les articles homonymes, voir Intouchable.

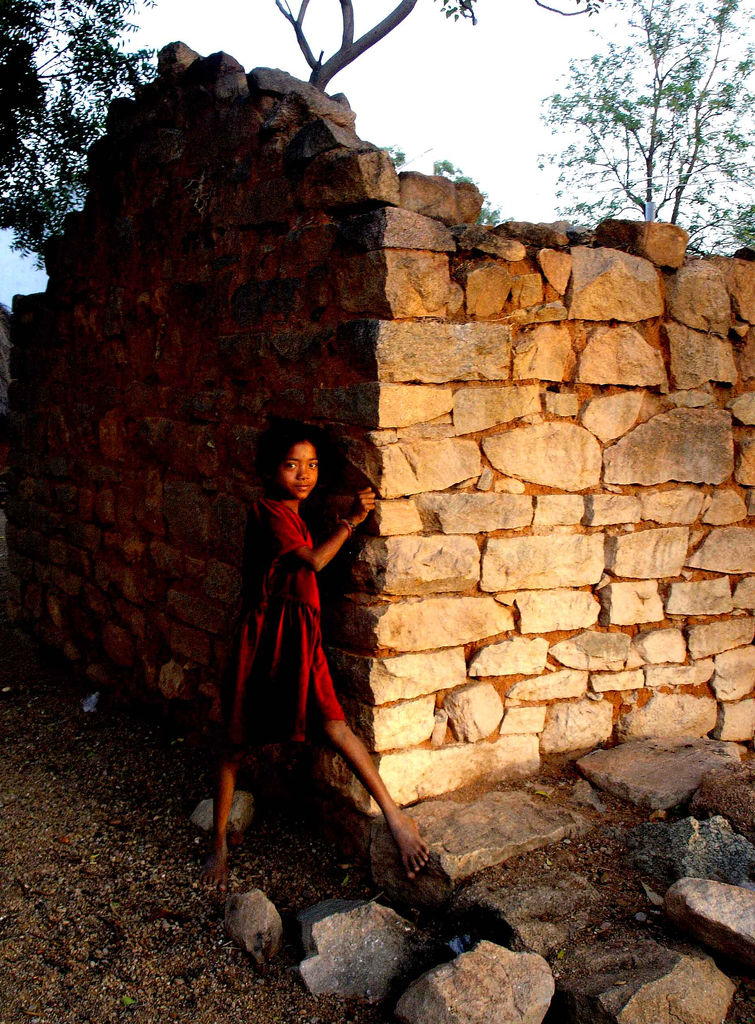
Une petite fille dalit en Andhra Pradesh.

Les Dalits, encore appelés Intouchables, parias ou Harijans (« Fils de Dieu », par Mohandas Karamchand Gandhi), sont des groupes d'individus considérés, du point de vue du système des castes, comme hors castes et affectés à des fonctions ou métiers jugés impurs. Présents en Inde, mais également dans toute l'Asie du Sud, les Dalits sont victimes de nombreuses discriminations.
Depuis le XIXe siècle, les Dalits ont créé plusieurs mouvements politiques afin de défendre leurs droits. Bhimrao Ramji Ambedkar (1891-1956) a été le principal leader intouchable lors du mouvement pour l'indépendance de l'Inde et a popularisé le terme de « Dalit » (« opprimé » en sanskrit). Depuis le Raj britannique, ils bénéficient d'un système de quotas qui existe toujours aujourd'hui et leur garantit des sièges au Parlement et dans les Assemblées des États ainsi que des postes dans la fonction publique et des places dans les universités. La Constitution indienne de 1950 a en outre déclaré illégale la pratique de l'intouchabilité et les discriminations de castes.
Selon le recensement de 2011, il y a 201,4 millions de Dalits en Inde, soit 16,6 % de la population (ce chiffre ne prend toutefois pas en compte les Dalits musulmans et chrétiens).
Selon une étude génétique, les Roms en Europe seraient les descendants des Intouchables indiens. Toutefois selon Marcel Courthiade, professeur de romani à l'INALCO, dans son article Histoire des Rroms : une mise à jour, Heinrich Grellmann (de) (1756-1804), qui a fait des recherches sur ceux qu'il nommait les « Zigeuner » et a voulu s'approprier la primauté de la découverte des origines indiennes des Roms, « s'inspirant de similitudes trompeuses, rattachera les Roms aux intouchables de l'Inde ». Plus loin dans l'article, Courthiade explique que les Nazis ont repris ce rapprochement trompeur avec les intouchables pour en conclure que les Roms ne seraient pas Aryens.

## Étymologie
- Dalit signifie « opprimé » en sanskrit.
- Harijan signifie « fils de dieu » en sanskrit.
- Paria vient du portugais pária, dérivé d'un mot tamoul désignant la clochette qu’ils étaient autrefois obligés de porter, afin d’avertir les brahmanes de ne point s’exposer à être souillés par l’ombre d’un être abject[4].

## Système de castes indien
La société indienne est traditionnellement divisée en quatre grandes classes sanctionnées par la religion hindoue. Ces varnas (« couleurs » ou castes socio-religieuses, basées sur la place dans la société sacrée et le rapport que l'on a au rituel védique et non sur la naissance ou la richesse matérielle) sont :
- les brahmanes (brāhmaṇa, ब्राह्मण, lié au sacré) : prêtres, enseignants, lettrés ;
- les kshatriyas (kṣatriya, क्षत्रिय, qui a le pouvoir temporel, aussi - râjanya) : roi, princes, et guerriers ;
- les vaishyas (vaiśya, वैश्य, lié au clan, aussi - ârya) : artisans, paysans, agriculteurs et bergers ;
- les shudras (śūdra, शूद्र, serviteur) : serviteurs.

Tous prêtent allégeance aux valeurs brahmaniques : il ne suffit pas d'être un simple « paysan » pour être vaishya, mais soutenir aussi le Dharma. Un enfant de brâhmanes est shudra tant qu'il n'a pas reçu l'initiation védique (selon les textes brahmaniques, hindous, il ne s'agit donc pas d'un statut héréditaire, mais d'un titre lié à la connaissance acquise et enseignée en rapport avec le Brahman). Cette hiérarchie sacrée ne correspond pas non plus à la richesse matérielle : les Vedas et Lois de Manu indiquent qu'un brâhmane, qui est le pilier du Dharma et la « bouche » primordiale de ce corps social, se doit de vivre très simplement, au jour le jour, sans luxe aucun, ne vivant que des dons faits et redistribuant le surplus en œuvres pieuses, charité, etc. (c'est surtout le brâhmane qui est chargé de devenir sâdhu/ascète itinérant, lorsque son petit-fils vient de naître, état de dénuement cultivé où il ne possédera même plus une demeure, puisqu'en pèlerinage permanent). Selon l'hindouisme orthodoxe, il n'y a pas de cinquième caste :

« Brâhmanes, Kshatriyas et Vaïshyas sont les « deux fois nés » (dvija, c'est-à-dire initiés à la connaissance du Veda), contrairement à la quatrième varna (« couleur »), les shudras, qui n'ont qu'une seule naissance. Il n'y a pas de cinquième varna. » »

— Manavadharmashâstra, L X, 4
Le concept d'« intouchabilité » n'est pas sanctionné par la religion hindoue, car aucun ouvrage sacré hindou n'en fait mention (certaines allusions trouvées dans les textes sont des extrapolations tardives). C'est la conclusion que fit aussi Mohandas Karamchand Gandhi, voulant défendre les « intouchables » tout en se réclamant et en utilisant les valeurs morales de l'hindouisme en tant que tel :

« Chacun de nous a des occupations qui lui sont propres. Ces occupations ne sont pas des castes [Jati, litt. « Naissance »] ; elles sont ce que l’hindouisme désigne sous le nom de varna [litt. « Couleur »]. Varna n’a rien de commun avec la caste telle que nous la connaissons aujourd’hui. Les castes sont une institution humaine, tout juste bonne à être détruite, mais varna est une loi divine. Nous pouvons la négliger et subir les conséquences de cette attitude, mais si nous l’observons nous en tirerons profit. Un menuisier, un forgeron, un maçon, un balayeur, un professeur, un soldat, ont chacun des occupations différentes, mais aucun d’eux n’est supérieur ou inférieur aux autres. Si nous commençons à empiéter les uns sur les autres, nous créons une confusion (sankar) de toutes les varnas. C’est pourquoi, dès que vous enlevez à la loi de varna les cuisants sentiments d’infériorité qu’on y a mis, non seulement elle agit comme loi, mais encore elle fournit une occasion de faire ce pour quoi nous avons le plus d’aptitudes. »

— Mohandas Karamchand Gandhi.

« Nous proclamons notre conviction que l'intouchabilité, non seulement ne fait pas partie intégrante de l'hindouisme, mais encore est un fléau que chaque hindou a le strict devoir de combattre. »

— Mohandas Karamchand Gandhi.
Une grande partie[réf. nécessaire] de la population est exclue des quatre varnas et se trouve reléguée aux tâches dégradantes, ou très mal rémunérées, voire tout simplement considérées comme impures d'un point de vue religieux : boucher, pêcheur, chasseur (le Chandâla), vidangeur, mendiant, gardien de cimetière, sage-femme, etc.
Cette population constitue une « non-caste » (qui forme néanmoins des communautés) repliée sur elle-même, au sein de la société hindoue se divisant elle-même en jati – « naissance » – héréditaires, correspondant aux différents métiers, et au nombre de 4 600 environ.
Les quatre et uniques castes sacrées de l'hindouisme, socio-cosmiques ou brahmaniques/védiques, sont les Varna, « Couleurs » en sanskrit, tandis que les « castes » (professionnelles ou autres) sont les Jati, « Naissance », et n'ont donc aucune réalité d'un point de vue de la religiosité hindoue. Le Mohandas Karamchand Gandhi, considéré comme le père de l'Union indienne, donna toujours sa confiance en l'ordre « métaphysique » des quatre Varna (« Couleurs »), tandis qu'il voulait que les Jati, (système des jati non-védique qui est apparu tardivement, sous l'Empire moghol, pour être finalement « officialisé » par l'Empire britannique qui découvrait pendant ce temps l'eugénisme « positif ») soient relativisées dans leur sens premier et philosophique de stricte « Naissance », et non de ségrégationnisme « physique ».
Les individus constituant ces jati sont considérés par les varnas comme littéralement intouchables : « que l'on ne peut et ne doit toucher » ; cette attitude vient de la considération du Chandâla dans l'antiquité indienne. Ils sont par conséquent sujets à de nombreuses discriminations : contact interdit avec l'eau (et donc les puits) et la nourriture des autres castes, restrictions à la liberté de se déplacer et au droit à la propriété, etc..
L'ouvrage de J. Radhakrishna Brahmins of India révèle que tous les purohits (brahmanes officiants) vivent en dessous du seuil de pauvreté ; l'étude de D. Narayana, Perception, poverty and health : a contribution, démontre 53,9 % de la population de caste supérieure vit en dessous du seuil de pauvreté. Néanmoins, ils ne bénéficient d'aucune aide de l'État indien, dont la constitution oblige d'aider socialement les communautés indiennes répertoriées (dites : « intouchables »), et non des individus selon leur pauvreté effective.

## Situation depuis l'indépendance
Jusqu'au milieu du XXe siècle, la simple vue ou le contact avec l'ombre d'un intouchable était source d'impureté pour un brahmane. Dans le cas d'un contact physique, cela pouvait se terminer par la mise à mort du hors-caste. De nos jours, dans les campagnes, ils subissent encore toutes sortes d'humiliations : les Dalits ne peuvent pas utiliser le même puits que les autres villageois ; ils résident en dehors du village, doivent enlever leurs chaussures dans les rues et rester debout dans les transports en commun, même si des places restent vides. Ils sont victimes de violences dont les statistiques révèlent l'ampleur : chaque jour, deux intouchables sont tués et trois femmes dalits violées en moyenne. En 2000, 43 % vivaient sous le seuil de pauvreté, alors que cette proportion est de 23 % pour l'ensemble de la population indienne.
« La situation des intouchables à Burj Jhabbe est la même que dans le reste de l’Inde. Comme dans la plupart des autres villages, pas un seul d’entre eux n’y possède des terres. Les fonds gouvernementaux destinés à améliorer leur sort sont usurpés par les membres du conseil du village, tous de caste supérieure. Ils vivent dans de petites huttes d’argile et de chaume. Ils sont employés comme journaliers dans les champs ou accomplissent des corvées pour des salaires de misère. Endettées, beaucoup de femmes doivent trimer pendant des années pour rembourser de petites sommes. Dans ce village relativement prospère, les Dalits sont relégués dans une zone où il n’y a ni centre de santé, ni école, ni eau courante, ni toilettes. »
L'alphabétisation ne concernant que les brahmanes avant l'indépendance, les intouchables étaient illettrés comme le reste des paysans indiens, mais la promotion sociale a bien existé pour des clans entiers d'Intouchables, bandits organisés qui, lorsqu'ils gardaient leur cohésion et accroissaient leur puissance sur de plus en plus de villages, faisaient naître une royauté martiale sous leur autorité ou même un empire comme l'empire marathe de Shivaji : ainsi, un nombre significatif de dynastie royale en Inde, sont à l'origine des clans d'Intouchables : parmi les nombreux « râja (rois) [qui] survécurent jusqu'à l'indépendance de 1947, plusieurs appartenaient aux intouchables ». Depuis, ils ont accès à l'école publique, peuvent pratiquer toutes les professions et même devenir président du pays comme Kocheril Raman Narayanan, ce qui ne doit pas faire croire que la condition des intouchables ait fondamentalement changé : les coutumes étant plus fortes que les lois du pays. Ainsi, dans les zones rurales, ils ne peuvent accéder à la pompe à eau des castes supérieures et doivent descendre de vélo lorsqu’ils croisent une personne de rang supérieur. Selon une étude menée en 2014 par l’université du Maryland, 27 % des Indiens interrogés refusent toujours de voir un dalit « entrer dans leur cuisine ou utiliser leur vaisselle ». Le taux d’alphabétisation des Dalits ne s’élève encore qu'à un peu plus de 30 % en 2020, soit un niveau très inférieur à la moyenne nationale.
Pour tenter de sortir de leur condition, les Dalits forment des coalitions politiques pesant en nombre, et restent en masse fidèles à l'hindouisme (depuis l'Antiquité, nombre de grands brahmanes sont issus des clans intouchables/chandâla, comme Vyāsa, Vâlmîki, etc.), ne se convertissent qu'en petits nombres dans des religions non-hindoues comme le bouddhisme, le sikhisme ou dans le christianisme (dont les membres peuvent être particulièrement anti-intouchables, car grands propriétaires terriens, comme au Kerala), puisque ces religions sont aussi régies par des règles de castes en leur sein, l'appartenance à la caste étant en fait supérieure même à l'appartenance religieuse dans le domaine politique.
Les Dalits restent aujourd'hui les cibles privilégiées des violences policières, en sachant qu'une part des policiers indiens provient des clans intouchables ou de castes « arriérées » (du fait de la discrimination « positive » appliquée en Inde, où les « castes répertoriées, intouchables » ont des facilités de recrutement au sein de l'administration indienne). La nationalisme hindou inspire une partie des forces de police, qui refusent fréquemment d’entendre les affaires de violences sur des dalits impliquant des membres des hautes castes. « La plupart du temps, les policiers sont du côté des hautes castes et commettent eux-mêmes des violences et des crimes sur les dalits y compris dans les commissariats. Dans les prisons indiennes, les dalits ou groupes minoritaires sont surreprésentés parmi les détenus. Pire, ils sont souvent incarcérés sans jugement », observe Pardeep Attri, fondateur de la plateforme numérique anti-castes Velivada.

### Les améliorations
La situation des Dalits s'est malgré tout améliorée au cours du XXe siècle. Ceux qui, au début du siècle dernier, pouvaient perdre la vie sous prétexte que leur ombre venait toucher le corps d'un brahmane, grâce au bénéfice de l'alphabétisation et au mécanisme des discriminations positives, trouvent aujourd'hui leur force dans l'organisation politique.
Tous les Indiens sont égaux devant la loi en vertu de l’article 15 de la constitution indienne qui interdit toute discrimination basée sur la caste, le sexe, le lieu de naissance ou la religion ; et de l’article 16 qui abolit l’intouchabilité. Le père de cette constitution, Bhimrao Ramji Ambedkar, était lui-même dalit.
La politique de discrimination positive des quotas — 24,5 % des postes dans la fonction publique, les collèges et les universités sont réservés aux intouchables — leur a donné un poids politique du fait de leur nombre.
Ainsi, en Uttar Pradesh, le Bahujan Samaj Party, le parti politique des Dalits est parvenu au pouvoir et s'y est maintenu un an et demi, permettant l'intégration de hauts fonctionnaires dalits dans l'administration de l'État. L'école, qui est en Inde gratuite et ouverte à tous, permet à certains intouchables d'accéder à une situation sociale qu'il leur aurait été difficile — voire impossible — d'obtenir avant l'indépendance. Cependant, de nombreux Dalits, surtout les filles, ne vont pas à l'école... mais certaines sont formées pour devenir agents de santé de village, elles enseignent l'hygiène aux habitants des villages, mettent les bébés au monde, soignent les malades et sauvent des vies. Il y a 120 agents de santé de village du Comprehensive Rural Health Project (CRHP) en Inde. Fondé en 1970, le CRHP (également appelé « Jamkhed », du nom de la ville où se situe son siège) fournit des soins préventifs aux pauvres qui, sinon, n'en disposeraient pas. Le projet a permis d'aider 300 villages et 500 000 personnes dans l'État du Maharashtra. La ville de Jamkhed dispose d'un hôpital qui fonctionne avec un budget minime mais qui fait partie intégrante du projet du CRHP et renforce la crédibilité des agents de santé de village. L'hôpital du projet traite tous les cas, à l'exception d'un petit pourcentage de problèmes médicaux plus compliqués.

## Critique du concept d'«intouchabilité»
Le sociologue Robert Deliège, dans son ouvrage Les Intouchables en Inde, critique le discours « dalit » officiel, et repris par les médias occidentaux, consistant à affirmer que ces derniers sont victimes du « système des castes » et plus implicitement de l'hindouisme, amenant la confusion entre pauvreté et caste :

« Les castes ne constituent pas des groupes économiquement homogènes : il est des familles de Brâhmanes vivant dans une extrême misère et les Intouchables aisés sont aujourd'hui loin d'être rares. (...) En équivalant caste et niveau de vie, on fait l'économie d'une véritable analyse en termes de répartition des richesses et l'on rend légitimes les revendications d'une élite pour laquelle le seul rapport à la pauvreté est d'appartenir à une caste dont une fraction importante est effectivement démunie. Cette idéologie dalit, particulièrement florissante et largement relayée par des organisations non gouvernementales européennes en mal de victimes à soutenir, ne fait pas que renforcer la caste, mais elle alimente à son tour la violence, le ressentiment et la haine. (...) La mécanisation récente de l'agriculture risque de mettre de nombreux travailleurs agricoles au chômage, – et qui n'appartiennent pas forcément aux basses castes comptabilisées. Dans un tel cas, il est certain que si des effets néfastes se font sentir, ils frapperont les plus démunis, quelle que soit leur caste. Il n'en reste pas moins que ces dérives économiques risquent d'être traduites en termes de caste puisque telle est devenue la tendance dans l'Inde contemporaine, alors même que les données socio-économiques les ignorent de plus en plus. »

De même, pour l'indianiste Alain Daniélou, l'« intouchabilité » est une forme de propagande coloniale visant à légitimer la présence britannique « civilisatrice » ; dans son ouvrage Approche de l'hindouisme, il écrit à propos du terme « intouchable » :

« Je crois que c'est un mot anglais qui devrait s'appliquer plutôt aux brahmanes. Les prêtres doivent éviter toute pollution, on ne peut donc pas les toucher. En fait, ceux qu'on en est venu à appeler « intouchables » sont les vidangeurs, les travailleurs du cuir, les bouchers. Dans un pays où le typhus, la variole, le choléra sont endémiques, ces gens, pour des raisons d'hygiène, doivent vivre en dehors du village et on doit éviter d'entrer en contact avec eux. Mais l'intouchabilité est très relative. On est intouchable si on appartient par sa famille, sa lignée, à ces communautés. Si on n'en pratique pas le métier, on redevient « touchable ». On redevient un shudra ordinaire. »

### Personnalités dalits
- Bhimrao Ramji Ambedkar, principal rédacteur de la constitution indienne.
- Kocheril Raman Narayanan, premier intouchable élu président de l'Inde (1997-2002).
- Mayawati Kumari, Chief Minister (chef de l’exécutif) de l'Uttar Pradesh, plus peuplé des États indiens (depuis 2007).
- Ram Nath Kovind, président de l'Inde, élu avec 65 % des voix du collège électoral en 2017.
- Grace Banu, militante trans
- Krishna Kohli, première sénatrice pakistanaise intouchable, élue en 2018.
- Anthony Poola, archevêque d'Hyderabad, premier cardinal intouchable créé en 2022.

### Filmographie
- T. J. Gnanavel (en), Jai Bhim (2021)
- Vanessa Roth, Daughters of Destiny (TV series) (Enfants du destin, 2017)